# 代尔埃尔巴哈里

代尔埃尔巴哈里（阿拉伯语：الدير البحري；意为“海洋之庙”）是位于埃及卢克索尼罗河西岸的墓葬庙宇群。是联合国教科文组织认定的世界文化遗产。